# Plage de la Voûte
Pour les articles homonymes, voir Voûte (homonymie).
La plage de la Voûte est une plage de galets et sable noir située sur le hameau de Marigot à Vieux-Habitants, en Guadeloupe.

## Description
La plage de la Voûte, longue d'environ 130 m, se situe au nord de Vieux-Habitants sur la route menant à Bouillante entre une petite pointe nommé La Hotte et la pointe Beaugendre. Deux ravines sans nom y ont leur embouchure.

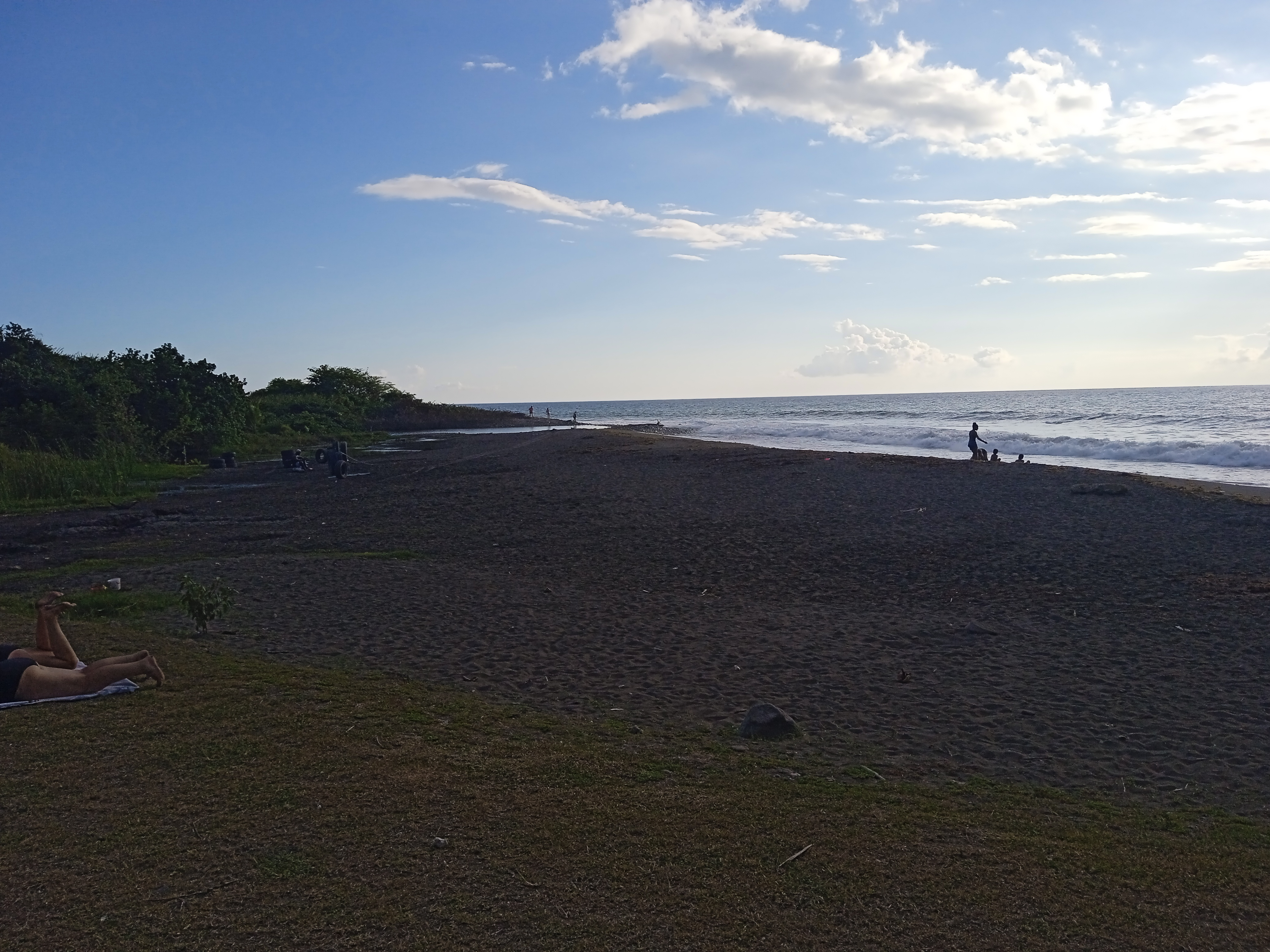
Plage de la Voûte.
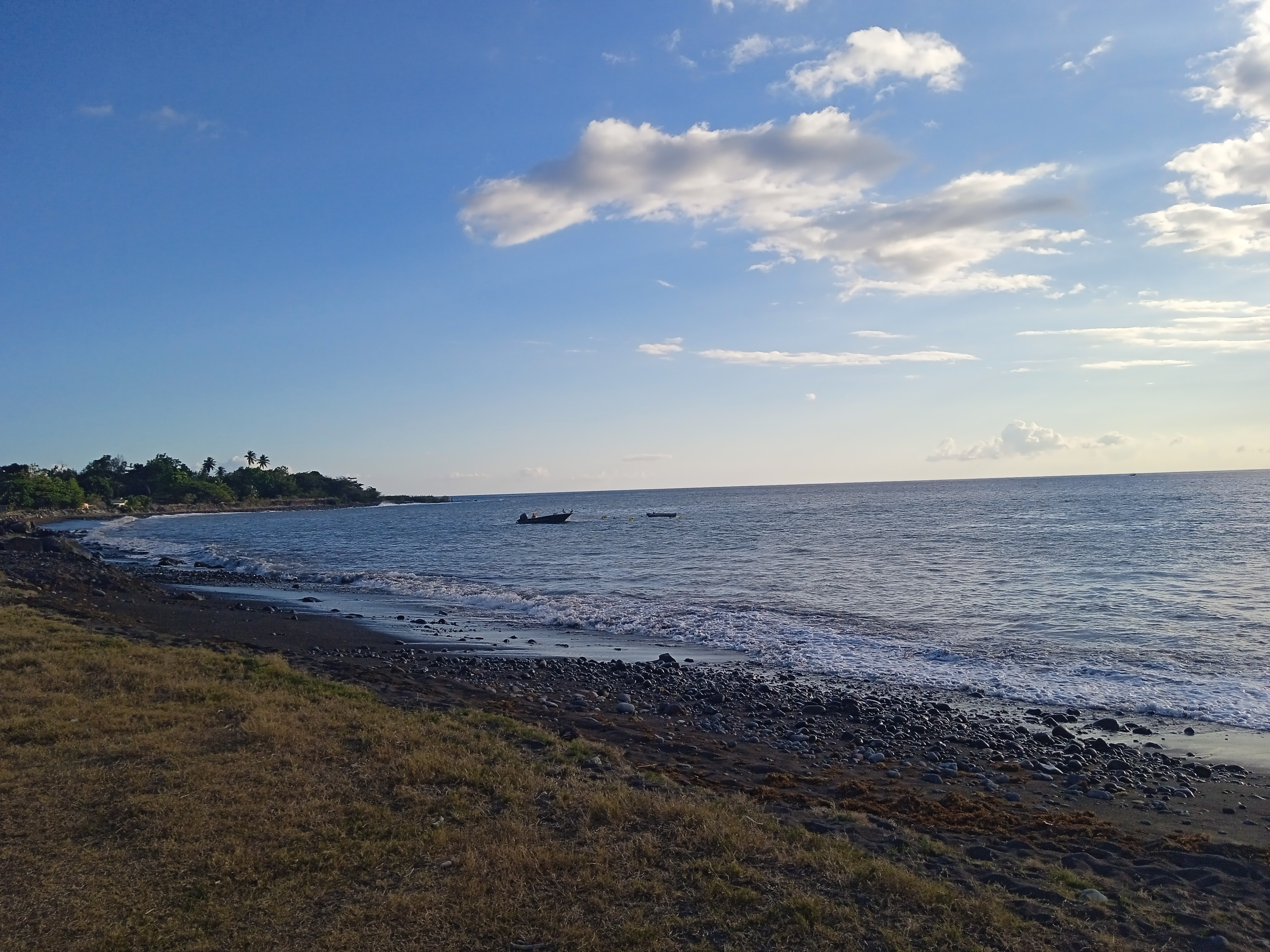
Plage de la Voûte et pointe Beaugendre.